# Giovanni I Pico
Giovanni I Pico (... – Mirandola, 15 novembre 1451) fu un nobile e condottiero italiano, signore di Mirandola e di Concordia (poi conte dal 1432) dal 1399 alla morte.
Condivise il potere con il fratello Francesco III Pico (1399–1451) e il cugino Aiace Pico (1399–1429); quest'ultimo venne fatto però assassinare proprio da Giovanni I.

## Biografia
Era figlio di Francesco II Pico.
Nel 1406 strinse un'alleanza con Niccolò III d'Este, marchese di Ferrara. Nel 1420 fu al servizio del ducato di Milano, abbandonando gli Estensi sino alla pace di Ferrara del 1428. Combatté nuovamente per i Visconti sino al 1447. Per la sua fedeltà all'Impero nel 1432 l'imperatore Sigismondo elevò a contea Concordia.
Fece uccidere nel 1429 il cugino Aiace Pico col quale, assieme a Francesco III condivideva la signoria, per mantenere il potere assoluto del ramo della famiglia.

## Discendenza
Giovanni I Pico nel 1416 sposò Caterina Bevilacqua, figlia di Guglielmo Bevilacqua, conte di Minerbe, e di Taddea Tarlati, figlia di Niccolò Tarlati, signore di Pietramala. Ebbero i seguenti figli:
- Giovanni Francesco I Pico, detto Gianfrancesco I (1417-1467), successore del padre alla sua morte. Sposò Giulia Boiardo ed ebbe discendenza;
- Niccolò Pico (1418–25 agosto 1448[2]), premorto al padre. Sposò Maddalena[3] Pallavicino (?-prima del 1471[4]), figlia di Rolando il Magnifico Pallavicino, principe del Sacro Romano Impero e margravio di Busseto, Zibello, Tabiano, Varano, Polesine e Cortemaggiore, e di Caterina Scotti, figlia di Francesco Scotti, conte d’Agazzano.[1] Ebbe una figlia:[1]
  - Parisina Pico (1440 ca.–2 luglio 1495[5]), sposò a Mirandola il 12 dicembre 1451[6] Giangaleazzo II Manfredi, signore di Faenza.[1]
- Tommasino Pico[1]

## Ascendenza
|                    |   |                    | Genitori |  |  | Nonni |  |  | Bisnonni         |  |  | Trisnonni        |  |
|                    |   |                    |          |  |  |       |  |  | Prendiparte Pico |  |  | Francesco I Pico |  |
|                    |   |                    |          |  |  |       |  |  | Prendiparte Pico |  |  | Francesco I Pico |  |
|                    |   | Beatrice Tommasino |          |  |  |       |  |  | Prendiparte Pico |  |  |                  |  |
| Paolo Pico         |   |                    |          |  |  |       |  |  | Prendiparte Pico |  |  |                  |  |
|                    |   | …                  | …        |  |  |       |  |  |                  |  |  |                  |  |
|                    |   | …                  | …        |  |  |       |  |  |                  |  |  |                  |  |
|                    |   | …                  | …        |  |  |       |  |  |                  |  |  |                  |  |
| Francesco II Pico  |   | …                  |          |  |  |       |  |  |                  |  |  |                  |  |
|                    |   | Azzolino Malaspina | …        |  |  |       |  |  |                  |  |  |                  |  |
|                    |   | Azzolino Malaspina | …        |  |  |       |  |  |                  |  |  |                  |  |
|                    |   | Azzolino Malaspina | …        |  |  |       |  |  |                  |  |  |                  |  |
| Isabella Malaspina |   | Azzolino Malaspina |          |  |  |       |  |  |                  |  |  |                  |  |
|                    |   | …                  | …        |  |  |       |  |  |                  |  |  |                  |  |
|                    |   | …                  | …        |  |  |       |  |  |                  |  |  |                  |  |
|                    |   | …                  | …        |  |  |       |  |  |                  |  |  |                  |  |
| Giovanni I Pico    |   | …                  |          |  |  |       |  |  |                  |  |  |                  |  |
|                    | … | …                  |          |  |  |       |  |  |                  |  |  |                  |  |
|                    | … | …                  |          |  |  |       |  |  |                  |  |  |                  |  |
|                    | … | …                  |          |  |  |       |  |  |                  |  |  |                  |  |
| …                  | … |                    |          |  |  |       |  |  |                  |  |  |                  |  |
|                    |   | …                  | …        |  |  |       |  |  |                  |  |  |                  |  |
|                    |   | …                  | …        |  |  |       |  |  |                  |  |  |                  |  |
|                    |   | …                  | …        |  |  |       |  |  |                  |  |  |                  |  |
| …                  |   | …                  |          |  |  |       |  |  |                  |  |  |                  |  |
|                    |   | …                  | …        |  |  |       |  |  |                  |  |  |                  |  |
|                    |   | …                  | …        |  |  |       |  |  |                  |  |  |                  |  |
|                    |   | …                  | …        |  |  |       |  |  |                  |  |  |                  |  |
| …                  |   | …                  |          |  |  |       |  |  |                  |  |  |                  |  |
|                    |   | …                  | …        |  |  |       |  |  |                  |  |  |                  |  |
|                    |   | …                  | …        |  |  |       |  |  |                  |  |  |                  |  |
|                    |   | …                  | …        |  |  |       |  |  |                  |  |  |                  |  |
|                    |   | …                  |          |  |  |       |  |  |                  |  |  |                  |  |